# Juanes MTV Unplugged
A Juanes MTV Unplugged Juanes kolumbiai énekes-dalszerző hatodik albuma és harmadik koncertfelvétele. A tervek szerint 2012. május 29-én jelenik meg. A felvétel február 1-jén készült egy koncerten Miamiban. Közreműködik az albumon Joaquin Sabina spanyol zeneszerző és Paula Fernandes brazil énekesnő. Producere Juan Luis Guerra dalszerző. Az első kislemez egy korábban kiadatlan dal, a La Señal, ez március 5-én jelent meg.

## Az album dalai
1. Fíjate bien (Juanes)
2. La paga (Juanes)
3. Nada valgo sin tu amor (Juanes)
4. Es por tí (Juanes)
5. Todo en mi vida eres tú (Juanes)
6. A Dios le pido (Juanes)
7. Hoy me voy (featuring Paula Fernandes) (Juanes)
8. Volverte a ver (Juanes)
9. La camisa negra (Juanes)
10. Azul Sabina (featuring Joaquín Sabina)
11. Para tu amor
12. La señal (Juanes) 3:42
13. Me enamora (Juanes)
14. Odio por amor (Juanes)